# Canal 7 (Tailandia)
Canal 7 (en tailandés: ช่อง 7HD anteriormente conocido como สถานีโทรทัศน์กองทัพบกช่อง 7) es una estación de radiodifusión por satélite privada en Chatuchak, Bangkok (Tailandia). Propiedad de Real Ejército Tailandés, e Bangkok Radiodifusión y Televisión co.ltd. Fue fundada el 27 de noviembre de 1967.

## Canal
- Televisión: CH7HD